# Little Memole
Tongari Bōshi no Memoru (яп. とんがり帽子のメモル Тонгари Бо:си но Мэмору) — японский аниме-сериал, выпущенный студией Toei Animation. Транслировался по телеканалу TV Asahi с 3 марта 1984 года по 3 марта 1985 года. Всего выпущено 50 серий аниме. Сериал был дублирован на французском, итальянском и испанском языках, а также переведён и озвучен на русском. Трансляция на канале Қазақстан с 20 июля 2002 по 2003 года. 16 марта 1985 года (через 13 дней после окончания трансляции сериала) студией Toei Animation был выпущен полнометражный мультфильм.

## Сюжет
На границе Швейцарии и Франции располагается маленькой горный островок. Там стоит необычный посёлок, где обитают маленькие существа ростом не выше 16 сантиметров, похожие на гномов, которые прибыли из космоса, когда их корабль потерпел крушение. Они очень боятся людей и притворяются мёртвыми, когда кто-либо из людей находится поблизости. Мемоль, внучка старейшины посёлка, услышав звук играющего фортепиано, обнаруживает, что рядом с её домом находится человеческий дом, где живёт пианистка Мариэль, добрая девочка со слабым здоровьем. Девочка оказывается на грани смерти, и Мемоль исцеляет её своими слезами. Так Мемоль и Мариэль становятся новыми друзьями, проходят новые приключения и рассказывают больше друг другу о своих культурах.

## Роли озвучивали
- Акиэ Ясуда — Мариэль
- Наоко Ватанабэ — Мэмору (Мемоль)
- Тосио Фурукава — Рюккуман
- Тиёко Кавасима — Попит
- Фуюми Сирайси — Грейс
- Итиро Нагай — Фортен
- Исаму Танонака — Гарагон
- Исао Нагахиса — Оскар
- Дзёдзи Янами — дантист Мариэль/дедушка Моники
- Дзюнко Хори — Мишель
- Кадзуко Савада — Рупанг
- Кэй Томияма — Бэрумару